# Една халба бира
„Една халба бира“ (на френски: Un bon bock) е френски анимационен късометражен ням филм от 1892 година, създаден от режисьора Шарл-Емил Рейно. Филмът се състои от 700 ръчно оцветени изображения с продължителност около 15 минути. Премиерата му се състои на 28 октомври 1892 година в „Музея на восъчните фигури Гревен“ в Париж, заедно с други два филма на Рейно- Бедният Пиеро и Клоунът и неговите кучета. Той е един от първите анимирани филми в историята на киното, но кадри от него не са достигнали до наши дни и се смята за изгубен.

## Сюжет
Скитник влиза в кабаре в провинцията и си поръчва на красивата сервитьорка една бира. Тя му донася халбата, а скитникът започва да я ухажва. В това време се появява момчето, което работи в кухнята и изпива бирата. Скитникът поглежда с недоумение празната халба и моли за още една бира.
Тогава в кабарето влиза един пътник и подхваща спор със скитника. По време на спора отново се появява момчето от кухнята, изпива втората бира и се скрива. Когато пътникът си тръгва, скитникът установява, че халбата му отново е празна. Той вика сервитьорката, изразява разочарованието си от празната халба и си тръгва.
Момчето от кухнята идва и обяснява на сервитьорката какво е направил с двете бири. Двамата заедно се подиграват на скитника и си тръгват.